# Scutosaurus
A Scutosaurus a hüllők (Reptilia) osztályába és a Procolophonomorpha csoportjába tartozó nem.

## Tudnivalók
A Scutosaurus (magyarul: „pajzsgyík” a latin scutum-pajzs és a görög szaürosz-gyík szavakból) a Procolophonomorpha, azon belül a Pareiasauria csoportok egyik monotipikus nemét képezi. Monotipikus mivel eddig csak egy faját, a Scutosaurus karpinskii-t fedezték fel. Az állat hossza elérhette a 3-3,5 métert. A koponyahossza körülbelül 50 centiméteres. A Scutosaurus 259-252 millió évvel ezelőtt élt, a középső perm és késő perm korszakokban, ott ahol manapság Oroszország területe van. Maradványait az Urál hegység mindkét felén megtalálták. Neve a testén elhelyezkedő páncélszerű lemezekre utal. A hatalmas anapsida a többi hüllőtől eltérően maga alatt tartotta lábait, hogy elbírhassa nehéz testét.
A Scutosaurus növényevő állat volt, lehet, hogy kisebb csordákban vagy magányosan élt. Az állat a Pangea száraz részein terjedt el. A Scutosaurus testfelépítése nehéz, orrszarvúszerű volt. Hogy könnyebben cipelhesse nehéz testét, a Scutosaurusnak rövid, vastag lábujjai voltak.

## Képek

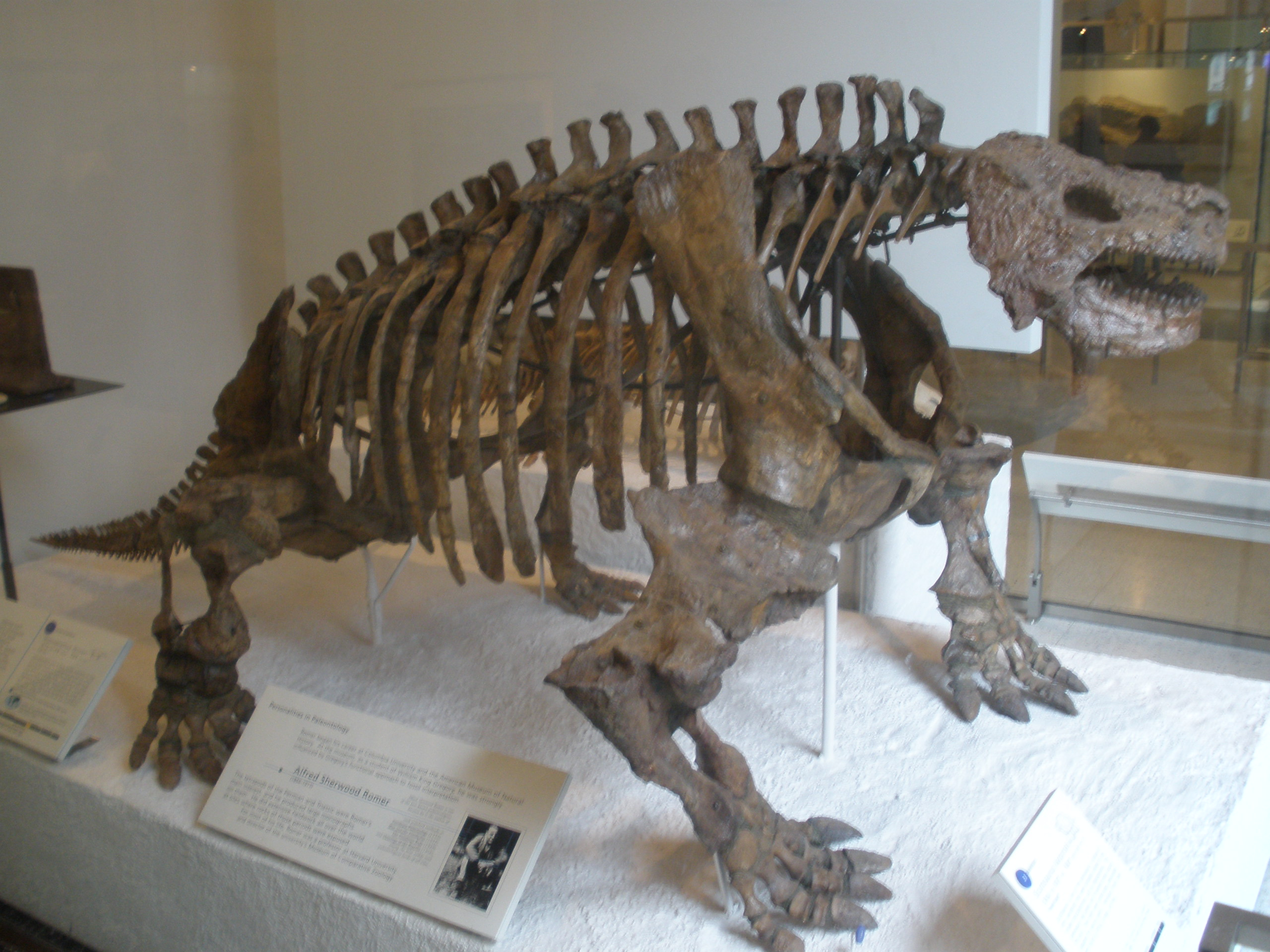
Csontvázai
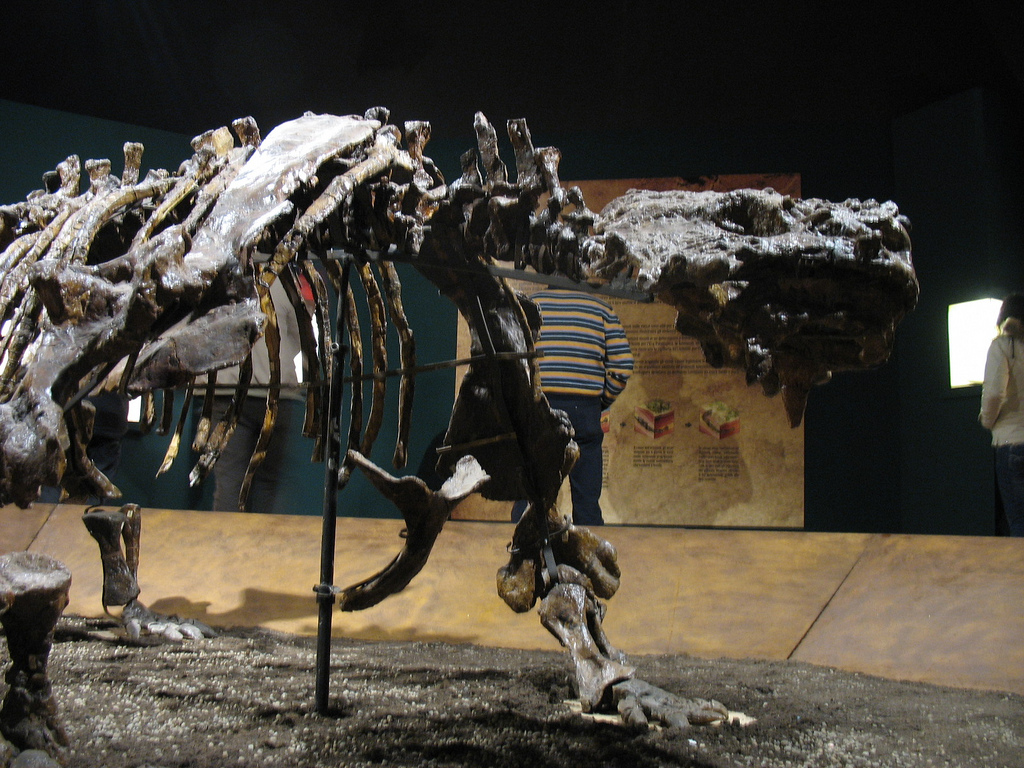
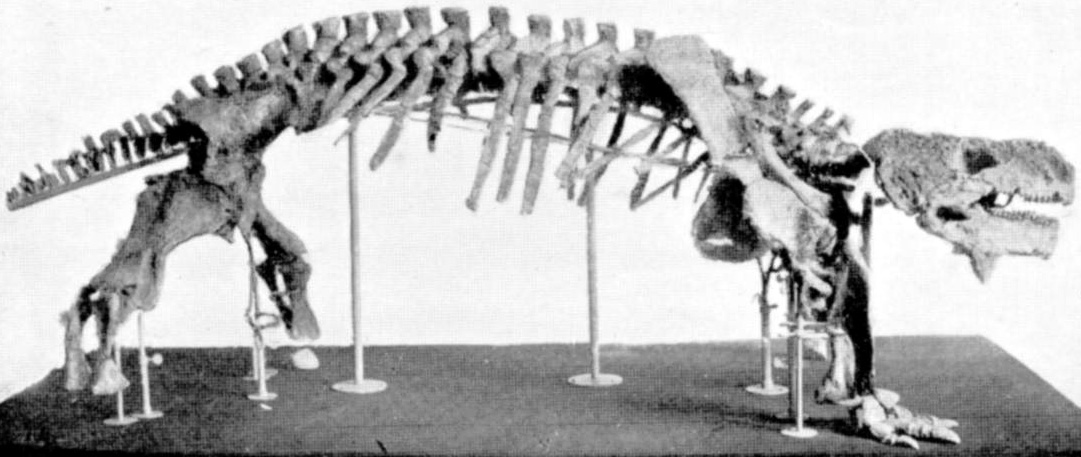
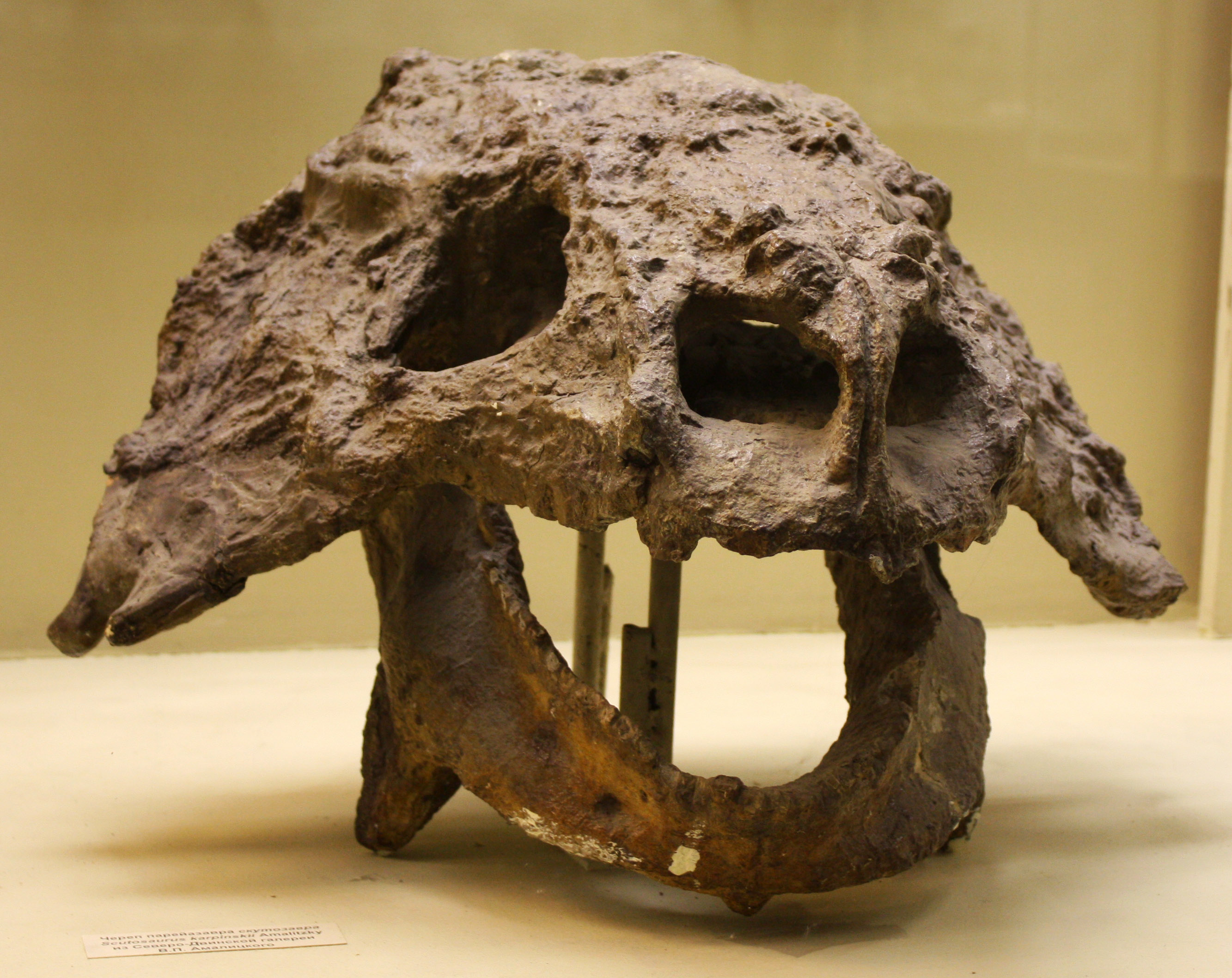
Koponyája
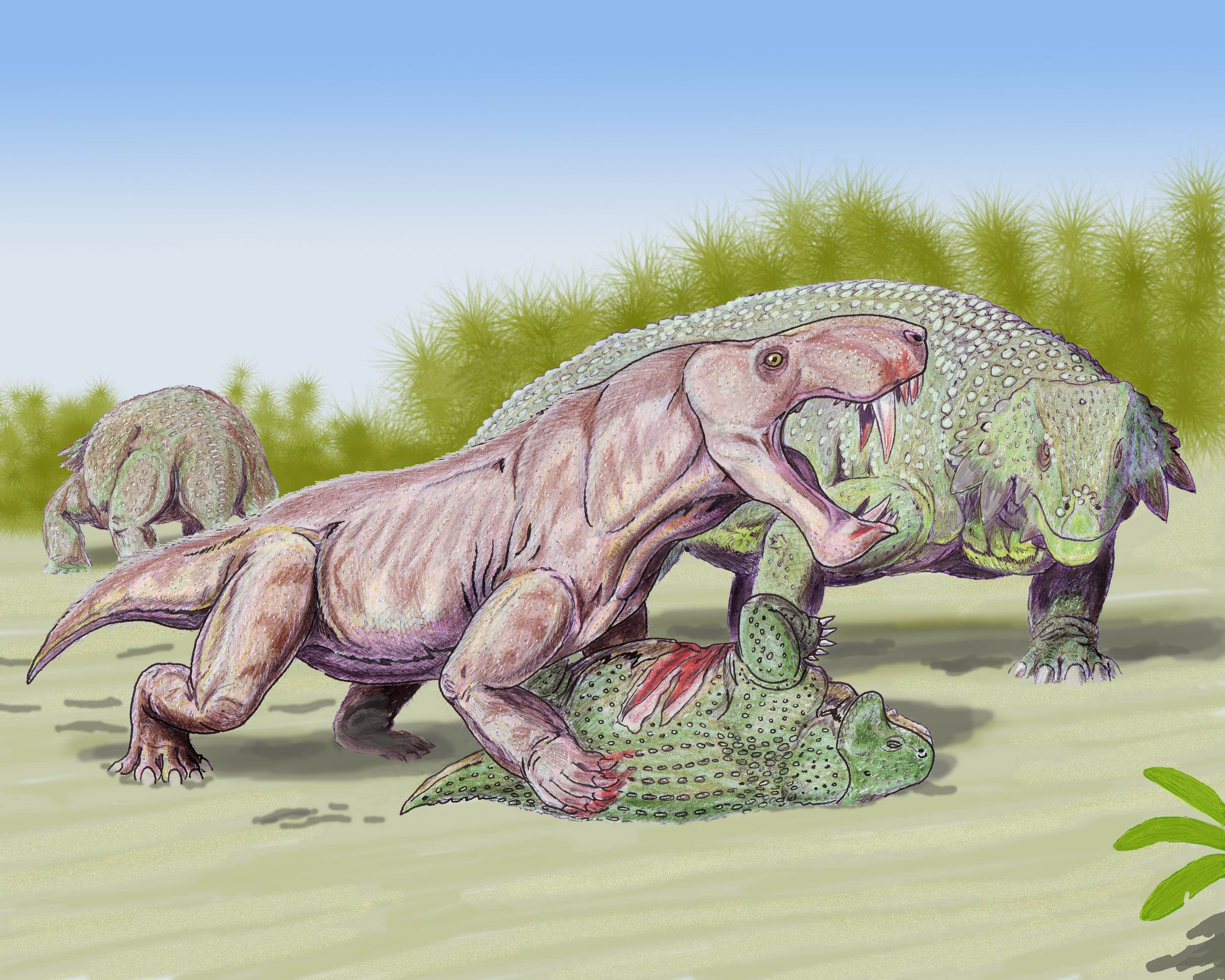
Az Inostrancevia alexandri zsákmányaként
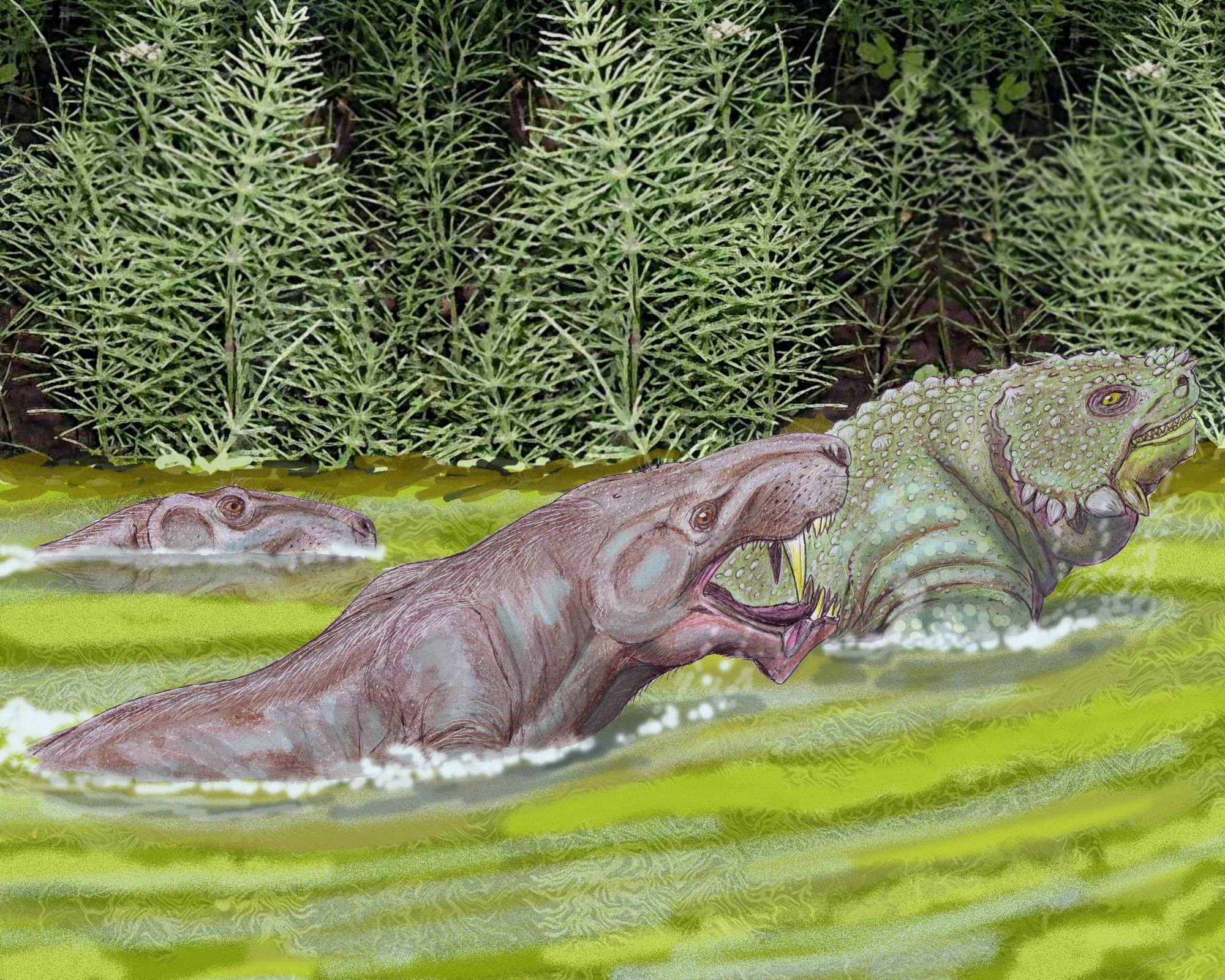
és az Inostrancevia latifrons zsákmányaként

### Fordítás
- Ez a szócikk részben vagy egészben  a   Scutosaurus című angol Wikipédia-szócikk ezen változatának fordításán alapul.  Az eredeti cikk szerkesztőit annak laptörténete sorolja fel. Ez a jelzés csupán a megfogalmazás eredetét és a szerzői jogokat jelzi, nem szolgál a cikkben szereplő információk forrásmegjelöléseként.